# William Wirt Sikes
William Wirt Sikes (23 de noviembre de 1836 – 18 de agosto de 1883) fue un periodista y escritor estadounidense, quizá más conocido hoy en día por sus escritos sobre el folclore galés y sus costumbres.

## Primeros años
William Wirt Sikes nació en Watertown, Nueva York, hijo de William Johnson Sikes, un destacado médico local. Fue el séptimo de once hermanos, de los cuales sólo seis sobrevivieron hasta la edad adulta. El propio Sikes estuvo gravemente enfermo de niño y casi pierde la audición, por lo que fue educado principalmente en casa. A los catorce años comenzó a trabajar para un impresor y aprendió a componer tipografía. Desde entonces se mantuvo trabajando como tipógrafo, colaborando en periódicos locales y ofreciendo conferencias sobre la templanza.
A los diecinueve años, el 28 de agosto de 1855, se casó con Jeannette Annie Wilcox (1837–1889); tuvieron dos hijos, George Preston Sikes (1856–1957) y Clara Jeanette Sikes (1858–1956).

## Carrera en Estados Unidos
En 1856 trabajaba en el Utica Morning Herald como tipógrafo y colaborador. Publicó un libro de cuentos y poemas, A Book for the Winter-Evening Fireside, en 1858. Pasó un tiempo en Chicago trabajando en periódicos locales y hacia 1860 trabajó en un periódico llamado City and Country en Nyack, Nueva York. En 1862 fue nombrado inspector de canales en Chicago para el canal estatal Illinois and Michigan Canal. Durante su estancia en Chicago se separó de su esposa de mutuo acuerdo; se divorciaron en 1870.
Entre 1865 y 1867 se trasladó a la ciudad de Nueva York para trabajar en periódicos; mostró un especial interés por las vidas de los pobres. Continuó escribiendo, publicando relatos en The Youth's Companion, Oliver Optic's Magazine y otros. Publicó dos novelas: The World's Broad Stage (serializada en el Toledo Blade) y One Poor Girl (1869). Sikes ofrecía conferencias y estuvo representado por la Boston Lyceum Bureau de 1869 a 1871; se casó con la también conferenciante Olive Logan el 27 de diciembre de 1871.

## En Europa
Tras su matrimonio, la pareja se trasladó a Europa, donde continuaron con su labor periodística. Sikes escribió un texto biográfico y crítico sobre el Museo Wiertz para Harper's Magazine en 1873, el cual más tarde fue reimpreso por el propio museo.
En junio de 1876, Sikes fue nombrado cónsul de Estados Unidos en Cardiff, Gales. Durante los años siguientes, Sikes publicó numerosos estudios sobre el folclore galés, la mitología y las costumbres, recopilados en British Goblins; Welsh Folk-Lore, Fairy Mythology, Legends, and Traditions (1880) y Rambles and Studies in Old South Wales (1881). También escribió Studies of Assassination (1881). Murió en Brompton (Londres) en 1883 y fue enterrado en el cementerio de Brookwood, Surrey.
Se dice que Sikes utilizó hasta treinta seudónimos a lo largo de su prolífica carrera, además del material publicado bajo su propio nombre. Como «Burton Saxe» escribió la novela popular The Black Hunter; or, The Cave Secret (American Tales #22, 1865).

## Valoración literaria
En las memorias de George Presbury Rowell, tituladas Forty Years an Advertising Agent, se recuerda una columna del New York Tribune, "en la cual ciertos personajes literarios eran reseñados en grados y categorías, comenzando con – no recuerdo con quién, quizá Thackeray – y descendiendo, como expresaba el editor, 'hasta llegar a Wirt Sikes'".